# Alan Rickman

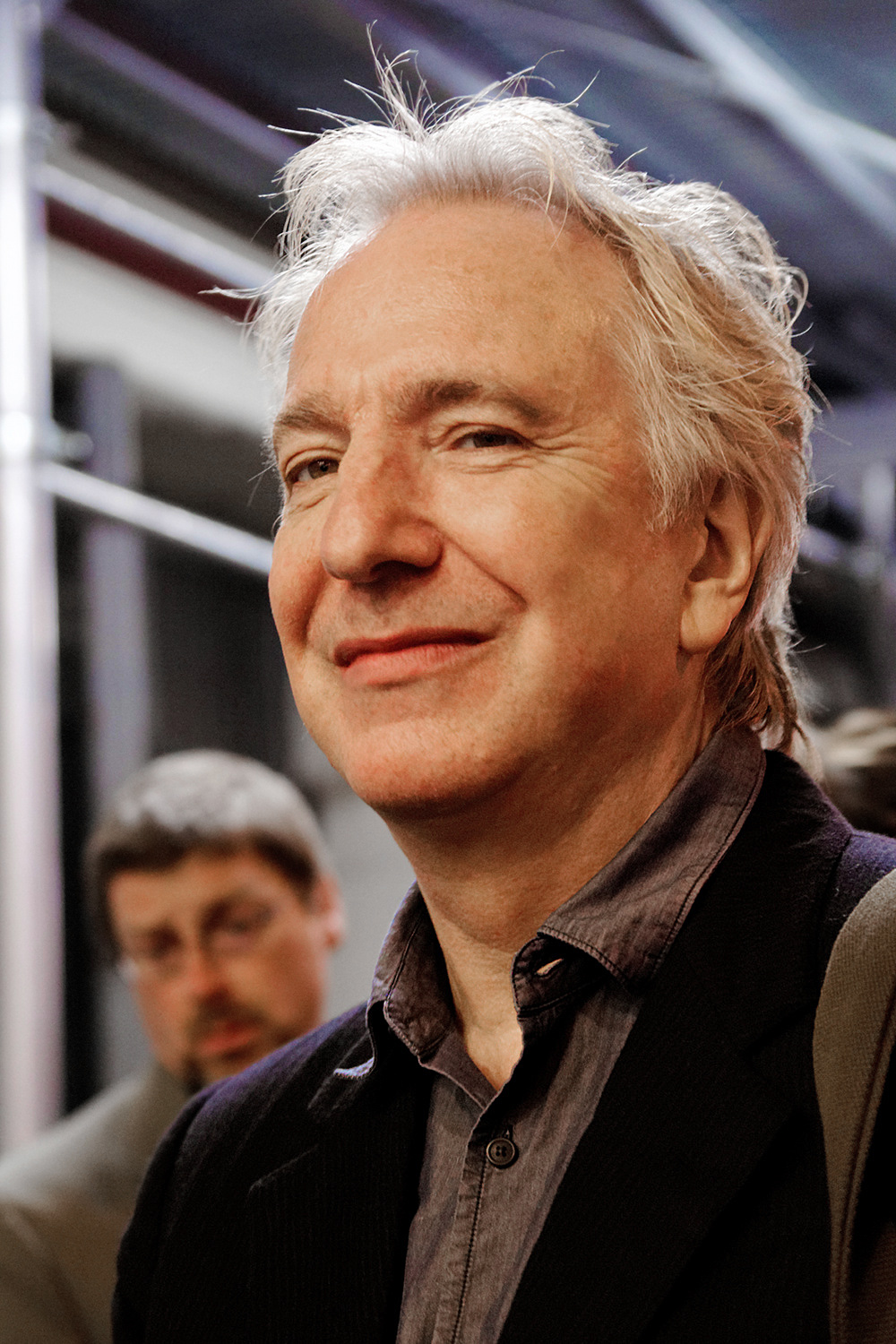
Alan Rickman (2011)

Alan Sidney Patrick Rickman (* 21. Februar 1946 in London; † 14. Januar 2016 ebenda) war ein britischer Theater- und Filmschauspieler sowie Regisseur. Rickman reüssierte zunächst vor allem am Theater, bevor ihm 1988 durch seine Rolle als schurkischer Hans Gruber im Actionfilm Stirb langsam auch der Durchbruch beim Film gelang. Seine überdrehte Darstellung des Sheriff von Nottingham im Abenteuerfilm Robin Hood – König der Diebe brachte ihm 1992 den BAFTA Award ein. In allen acht Teilen der Harry-Potter-Filmreihe übernahm er die Rolle des Zauberers Severus Snape.

## Leben
Alan Rickman wurde als zweites von vier Kindern seines katholischen Vaters Bernard Rickman und seiner methodistischen Mutter Margaret Doreen Rose (geb. Bartlett) geboren. Die irisch-walisische Familie lebte im Londoner Stadtteil Hammersmith. Als Alan acht Jahre alt war, starb sein Vater, ein Fabrikarbeiter, an Lungenkrebs. Von da an wuchsen er und seine Geschwister nur mit seiner Mutter († 1997) auf.
Als Kind entdeckte Rickman sein Talent für Kalligrafie und Aquarellmalerei und erhielt ein Stipendium an der Privatschule Latymer Upper. Nach Schulabschluss absolvierte er eine Ausbildung als Grafikdesigner am Chelsea College of Art and Design. Anschließend gründete er mit Freunden seine eigene Firma Graphiti in Soho und arbeitete dort einige Jahre, bevor er mit 26 Jahren ein Stipendium für die Royal Academy of Dramatic Art (RADA) bekam. Während er von 1972 bis 1974 die renommierte Schauspielschule besuchte, befasste er sich vorwiegend mit Shakespeares Dramen, gewann den Emile-Litter-Preis, den Forbes-Robertson-Preis und die Bancroft-Gold-Medaille. Nebenbei arbeitete er als Kostümbildner für Nigel Hawthorne und Ralph Richardson.
Rickman war seit 1965 mit der Politikerin und Universitätsdozentin Rima Horton liiert, welche er nach 47-jähriger Beziehung im Jahr 2012 heiratete. Er starb am 14. Januar 2016 an Bauchspeicheldrüsenkrebs wenige Wochen vor seinem 70. Geburtstag.

## Karriere

### Anfänge als Theaterschauspieler
Alan Rickman arbeitete mit verschiedenen experimentellen britischen Theatergruppen zusammen, wie zum Beispiel bei Tschechovs Die Möwe und bei Snoo Wilsons The Grass Widow am Royal Court Theatre in London. Dreimal trat er beim Edinburgh International Festival auf. Gelegentlich hatte er Fernsehauftritte. 1980 spielte er die Rolle des Mr. Slope in der mehrteiligen BBC-Verfilmung von Anthony Trollopes Barchester Towers: The Barchester Chronicles. Bei der Royal Shakespeare Company wirkte Rickman in einigen Stücken mit, unter anderem in Wie es euch gefällt und Gefährliche Liebschaften. Die Inszenierung von Gefährliche Liebschaften wurde 1987 auch am Broadway aufgeführt, und Rickman wurde für seine Rolle als Vicomte de Valmont für den Tony Award nominiert. Während dieser Zeit in New York bot ihm Joel Silver die Rolle des Hans Gruber in Stirb langsam an, die 1988 seine internationale Filmkarriere begründete. Von da an war Rickman sowohl auf der Bühne (dort auch als Regisseur) wie auch für Fernsehen und Kino aktiv.
2005 übernahm er die Regie am Royal Court Theatre bei dem Stück My Name Is Rachel Corrie, für das er den Theatregoers’ Choice Award als bester Regisseur gewann. Er selbst hatte das Stück gemeinsam mit Katharine Viner geschrieben. Seit September 2008 lief im Londoner Theater Donmar Warehouse unter seiner Regie der Einakter Creditors (Gläubiger) von August Strindberg.

### Filmkarriere

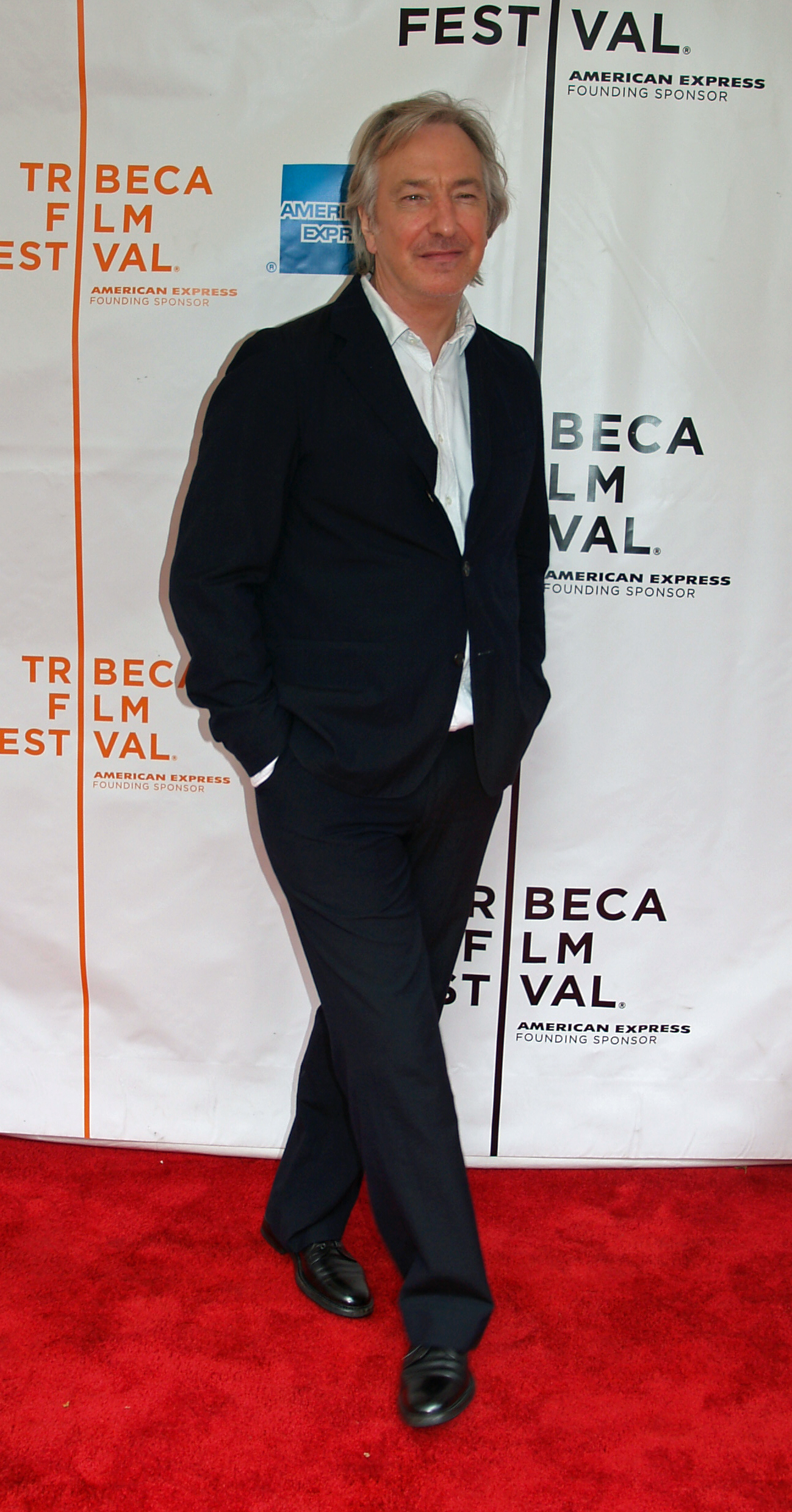
Alan Rickman (2007)

Während er in britischen Filmen wie Sinn und Sinnlichkeit oder Wie verrückt und aus tiefstem Herzen insgesamt eher sanfte Charaktere verkörperte, stellte er in Hollywood-Produktionen häufig die Rolle des Bösewichts dar, wie beispielsweise Hans Gruber in Stirb langsam oder den Sheriff von Nottingham in Robin Hood – König der Diebe. Dass er auch komödiantisches Talent besaß, konnte er in den Filmen Galaxy Quest – Planlos durchs Weltall und Dogma unter Beweis stellen. Bei der Robin-Hood-Verfilmung fielen jedoch die entsprechenden Szenen mit ihm größtenteils dem Filmschnitt zum Opfer. 1995 betätigte sich Alan Rickman als Regisseur bei dem Theaterstück The Winter Guest von Sharman Macdonald, das am Londoner Almeida Theatre aufgeführt wurde. Bei der Verfilmung des Stückes 1996 mit Emma Thompson und deren Mutter Phyllida Law in den Hauptrollen führte er ebenfalls Regie. 1996 gewann er den Golden Globe als Darsteller in der HBO-Verfilmung Rasputin.
Ab 2001 übernahm Rickman die Darstellung des Severus Snape in den Verfilmungen der Harry-Potter-Romane. Er war die Wunschbesetzung der Autorin Joanne K. Rowling, mit der sich Rickman ausführlich über seine Figur unterhielt. Ihm war es wichtig, einen Hintergrund über die Entwicklung seiner Rolle zu erhalten, sonst hätte er die Figur nicht glaubhaft spielen können. Noch vor Veröffentlichung des letzten Bandes der Buchreihe erfuhr Rickman Details über die Biographie Snapes, die ihm bei der Ausgestaltung der Rolle halfen.
2003 spielt er in der romantischen Komödie Tatsächlich… Liebe Harry in der Episode „Harry, Karen (Emma Thompson) und Mia (Heike Makatsch)“.
In der Romanverfilmung Per Anhalter durch die Galaxis lieh er 2005 in der Originalfassung dem Roboter Marvin seine Stimme. 2005 gehörte er zum Schauspielerensemble bei Tom Tykwers Großproduktion Das Parfum – Die Geschichte eines Mörders, der Verfilmung des gleichnamigen Bestsellers von Patrick Süskind. Mit Sigourney Weaver drehte er im selben Jahr den Film Der Geschmack von Schnee. Die Hauptrolle dafür wurde ihm von der Autorin Angela Pell auf den Leib geschrieben. 2007 verkörperte er den Richter Turpin in der Verfilmung des Musicals Sweeney Todd – Der teuflische Barbier aus der Fleet Street mit Johnny Depp und Helena Bonham Carter, mit denen er mehrfach zusammenarbeitete. Außerdem spielte er den Nobelpreisträger Eli Michaelson im Drama Nobel Son. 2008 übernahm er in Bottle Shock die Rolle des Steven Spurrier bei der Verfilmung der Ereignisse um die Weinjury von Paris.
2014 inszenierte er mit Die Gärtnerin von Versailles (A Little Chaos) seinen zweiten Spielfilm. In den Hauptrollen sind u. a. er selbst und Kate Winslet zu sehen. Postum wurde der Film Alice im Wunderland: Hinter den Spiegeln veröffentlicht, in dem er erneut die Raupe Absolem spricht.

### Sonstige Projekte
Alan Rickman wurde auch in einem Lied verewigt, das der englische Musiker Adam Leonard komponierte. Des Weiteren ist seine Stimme auf Mike Oldfields Musikalbum Tubular Bells II zu hören, das 1992 veröffentlicht wurde. In dem Musikstück The Bell zählt hier Rickman die einzelnen Instrumente auf. Im Jahr 2000 war Alan Rickman in dem Musikvideo In Demand der Gruppe Texas zu sehen. Darin fährt er mit der Frontfrau Sharleen Spiteri in einem Bentley Azure Cabrio durch die Nacht und tanzt mit ihr dann an einer Tankstelle einen Tango.
Sein Wissen und seine Erfahrung als Schauspieler gab Rickman als Kursleiter und Lehrer auch an nachfolgende Schauspielergenerationen weiter. Besonders hervorzuheben ist hier sein ehemaliger Schüler, der mehrfach preisgekrönte Filmschauspieler Paul Giamatti, der anlässlich einer Preisverleihung bekannte: „Alan Rickman ist schuld daran, dass ich hier oben stehe!“ (‚...we have Alan Rickman to blame for me being up here.‘) Auch andere Filmstars wie Colin Firth oder Daniel Radcliffe haben Rickman als wichtigen Mentor und Ratgeber bezeichnet.

### Deutsche Synchronsprecher
Der Schauspieler mit der markanten Stimme wurde im deutschsprachigen Raum von vielen verschiedenen Sprechern synchronisiert. So wurde Rickman unter anderem von Michael Telloke (als Lukas Hart III. in Bob Roberts, als Metatron in Dogma und als Alex Hughes in Der Geschmack von Schnee), von Peter Fricke (als Sheriff von Nottingham in Robin Hood – König der Diebe und als Grigori Rasputin in Rasputin) und von Lutz Mackensy (als Jack/Hans Gruber in Stirb langsam und als P.L. O’Hara in Eine sachliche Romanze) gesprochen.
In den ersten beiden der Harry-Potter-Verfilmungen erhielt Rickman (als Severus Snape) die deutsche Stimme von Erich Hallhuber. Nach dessen Tod 2003 sprach Bernd Rumpf die Rolle, nachdem dieser schon 1995 Rickman in Sinn und Sinnlichkeit synchronisiert hatte. Rumpf wurde danach häufiger für die Synchronisation Rickmans verpflichtet, so auch in Sweeney Todd – Der teuflische Barbier aus der Fleet Street und in Das Parfum – Die Geschichte eines Mörders.

## Filmografie

### Als Schauspieler
- 1978: Romeo & Juliet (Fernsehfilm)
- 1980: Thérèse Raquin (Fernsehdreiteiler, 3 Folgen)
- 1980: Shelley (Fernsehserie, Folge 2x03 Nowt So Queer)
- 1982: Busted (Fernsehfilm)
- 1982: Agent in eigener Sache (Smiley’s People, Fernsehserie, Folge 1x02)
- 1982: The Barchester Chronicles (Fernsehsiebenteiler, 5 Folgen)
- 1985: Wetherby
- 1985: Summer Season (Fernsehserie, Folge 1x08 Pity in History)
- 1985: Girls on Top (Fernsehserie, 2 Folgen)
- 1988: Stirb langsam (Die Hard)
- 1989: Revolutionary Witness: The Preacher (Fernsehkurzfilm)
- 1989: Im Zeichen der Jungfrau (The January Man)
- 1989: Theatre Night (Fernsehserie, Folge 4x06 Benefactors)
- 1989: Screenplay (Fernsehserie, Folge 4x08 The Spirit of Man)
- 1990: Quigley der Australier (Quigley Down Under)
- 1990: Wie verrückt und aus tiefstem Herzen (Truly, Madly, Deeply)
- 1991: Closet Land
- 1991: Robin Hood – König der Diebe (Robin Hood: Prince of Thieves)
- 1991: Schließe meine Augen, begehre oder töte mich (Close My Eyes)
- 1992: Bob Roberts
- 1993: Fallen Angels (Fernsehserie, Folge 1x05 Murder, Obliquely)
- 1994: Mesmer
- 1995: Eine sachliche Romanze (An Awfully Big Adventure)
- 1995: Sinn und Sinnlichkeit (Sense and Sensibility)
- 1996: Rasputin (Fernsehfilm)
- 1996: Michael Collins
- 1998: Judas Kiss
- 1998: Dark Harbor – Der Fremde am Weg (Dark Harbor)
- 1999: Dogma
- 1999: Galaxy Quest – Planlos durchs Weltall (Galaxy Quest)
- 2001: Über kurz oder lang (Blow Dry)
- 2001: We Know Where You Live
- 2001: Play
- 2001: Harry Potter und der Stein der Weisen (Harry Potter and the Philosopher’s Stone)
- 2001: The Search for John Gissing
- 2002: Harry Potter und die Kammer des Schreckens (Harry Potter and the Chamber of Secrets)
- 2003: Tatsächlich… Liebe (Love Actually)
- 2004: Ein Werk Gottes (Something the Lord Made) (Fernsehfilm)
- 2004: Harry Potter und der Gefangene von Askaban (Harry Potter and the Prisoner of Azkaban)
- 2005: Harry Potter und der Feuerkelch (Harry Potter and the Goblet of Fire)
- 2005: Der Geschmack von Schnee (Snow Cake)
- 2006: Das Parfum – Die Geschichte eines Mörders (Perfume: The Story of a Murderer)
- 2007: Nobel Son
- 2007: Harry Potter und der Orden des Phönix (Harry Potter and the Order of the Phoenix)
- 2007: Sweeney Todd – Der teuflische Barbier aus der Fleet Street (Sweeney Todd: The Demon Barber of Fleet Street)
- 2008: Bottle Shock
- 2009: Harry Potter und der Halbblutprinz (Harry Potter and the Half-Blood Prince)
- 2010: The Wildest Dream – Mythos Mallory: Die Eroberung des Everst (The Wildest Dream: Conquest of Everest)
- 2010: Arena (Fernsehserie, Folge Harold Pinter: A Celebration)
- 2010: The Song of Lunch (Fernsehfilm)
- 2010: Harry Potter und die Heiligtümer des Todes – Teil 1 (Harry Potter and the Deathly Hallows: Part 1)
- 2011: Portraits in Dramatic Time
- 2011: Harry Potter und die Heiligtümer des Todes – Teil 2 (Harry Potter and the Deathly Hallows: Part 2)
- 2012: Gambit – Der Masterplan (Gambit)
- 2013: Der Butler (The Butler)
- 2013: Ein Versprechen (A Promise)
- 2013: CBGB
- 2013: Dust (Kurzfilm)
- 2014: Die Gärtnerin von Versailles (A Little Chaos)
- 2015: Eye in the Sky

### Als Synchronsprecher
- 2000: Hilfe! Ich bin ein Fisch (Hjælp, jeg er en fisk) … als Joe
- 2002: King of the Hill (Fernsehserie, Folge 6x08 Joust Like a Woman) … als König Philip
- 2005: Per Anhalter durch die Galaxis (The Hitchhiker’s Guide to the Galaxy) … als Marvin
- 2009: Sonnet Number 12 (Kurzfilm)
- 2010: Barnyard – Der tierisch verrückte Bauernhof (Back at the Barnyard, Fernsehserie, Folge Aliens) … als General Alien
- 2010: Alice im Wunderland (Alice in Wonderland) … als Blue Caterpillar
- 2011: The Boy in the Bubble (Kurzfilm) … als Erzähler
- 2016: Alice im Wunderland: Hinter den Spiegeln (Alice Through the Looking Glass) … als Blue Caterpillar

### Als Regisseur und Drehbuchautor
- 1997: The Winter Guest
- 2014: Die Gärtnerin von Versailles (A Little Chaos)

## Theatrografie

### Als Schauspieler
- 1975: Joseph and the Amazing Technicolor Dreamcoat (Leicester Haymarket Theatre, Leicester)
- 1975: Guys and Dolls (Leicester Haymarket Theatre, Leicester)
- 1976: Sherlock Holmes (Birmingham Repertory Theatre)
- 1977: The Devil Is an Ass (National Theatre – Lyttelton)
- 1977: Measure for Measure (National Theatre – Lyttelton)
- 1977–1978: Hamlet (Bristol Old Vic – Theatre Royal)
- 1977–1978: A Man’s a Man (Little Theatre, Bristol)
- 1977–1978: Ubu Rex (New Vic, Bristol)
- 1977–1978: Captain Swing (Royal Shakespeare Company, Stratford-Upon-Avon)
- 1977–1978: Dick Whittington (Bristol Old Vic – Theatre Royal)
- 1978: The Tempest (Royal Shakespeare Theatre, Stratford-upon-Avon)
- 1978: Captain Swing (The Other Place, Stratford-upon-Avon)
- 1978: Love’s Labour’s Lost (Royal Shakespeare Theatre, Stratford-upon-Avon)
- 1978: Antony and Cleopatra (Royal Shakespeare Theatre, Stratford-upon-Avon)
- 1978: Winter’s Tale (The Other Place, Stratford-upon-Avon)
- 1978–1979: Antony and Cleopatra (Royal Shakespeare Company, Stratford-upon-Avon)
- 1978–1979: Love’s Labour’s Lost (Royal Shakespeare Company, Stratford-upon-Avon)
- 1979: Captain Swing (Gulbenkian Studio, Newcastle-upon-Tyne)
- 1979: Love’s Labour’s Lost (Aldwych Theatre, London)
- 1979: Antonio (Nottingham Playhouse)
- 1980: The Summer Party (Crucible Theatre, Sheffield)
- 1981: The Seagull (Royal Court Theatre, London)
- 1982: Salvation Now (Warehouse, London)
- 1984: The Lucky Chance (Royal Court Theatre, London)
- 1984–1985: As You Like It (Royal Shakespeare Company, Stratford-Upon-Avon)
- 1985: Troilus and Cressida (Royal Shakespeare Theatre, Stratford-upon-Avon)
- 1985: Les Liaisons Dangereuses (The Other Place, Stratford-upon-Avon)
- 1985: Barnes’ People (The Other Place, Stratford-upon-Avon)
- 1985: Gone to Heaven (Back Soon) (The Other Place, Stratford-upon-Avon)
- 1985: As You Like It (Barbican Theatre, London)
- 1985–1986: Les Liaisons Dangereuses (Barbican Theatre, London)
- 1985–1986: Mephisto (Barbican Theatre, London)
- 1986: Les Liaisons Dangereuses (Pit, London)
- 1986: Blood on the Neck of the Cat (Almeida Theatre, London)
- 1986–1987: Les Liaisons Dangereuses (Ambassadors Theatre, London)
- 1987: Les Liaisons Dangereuses (Music Box Theatre, New York City)
- 1992: Hamlet (Tournee)
- 1998: Antony and Cleopatra (National Theatre – Olivier)
- 2001–2002: Private Lives (Albery Theatre, London)
- 2002: Private Lives (Richard Rodgers Theatre, New York City)
- 2009: Harold Pinter: A Celebration (National Theatre – Olivier)
- 2010: John Gabriel Borkman (The Abbey Theatre, Dublin, Irland)
- 2011: John Gabriel Borkman (Brooklyn Academy of Music Harvey Theatre, New York City)
- 2011–2012: Seminar (John Golden Theatre, New York City)

### Als Regisseur
- 1995: The Winter Guest (Almeida Theatre, London und Courtyard Theatre, West Yorkshire Playhouse)
- 2005: My Name Is Rachel Corrie (Theatre Upstairs at the Royal Court Theatre, London)
- 2006: My Name Is Rachel Corrie (Minetta Lane Theatre, New York)
- 2008: Creditors (Donmar Warehouse, London)

### Als Autor
- 2005: My Name Is Rachel Corrie

## Auszeichnungen
Rickman erhielt für seine Bühnen- und Filmdarstellungen zahlreiche Preise und Nominierungen, unter anderem 1992 den BAFTA Award als Bester Nebendarsteller für Robin Hood – König der Diebe, 1994 beim Montreal Film Festival eine Auszeichnung als bester Schauspieler für Mesmer sowie 1996 den Emmy, einen Golden Globe und den SAG-Award für Rasputin.
Außerdem bekam Rickman im Januar 2006 den Theatregoers’ Choice Award als Best Director für das Theaterstück My Name Is Rachel Corrie. Das gleiche Theaterstück wurde zudem für Best New Play ausgezeichnet.